# Daniel Heinrich Knecht

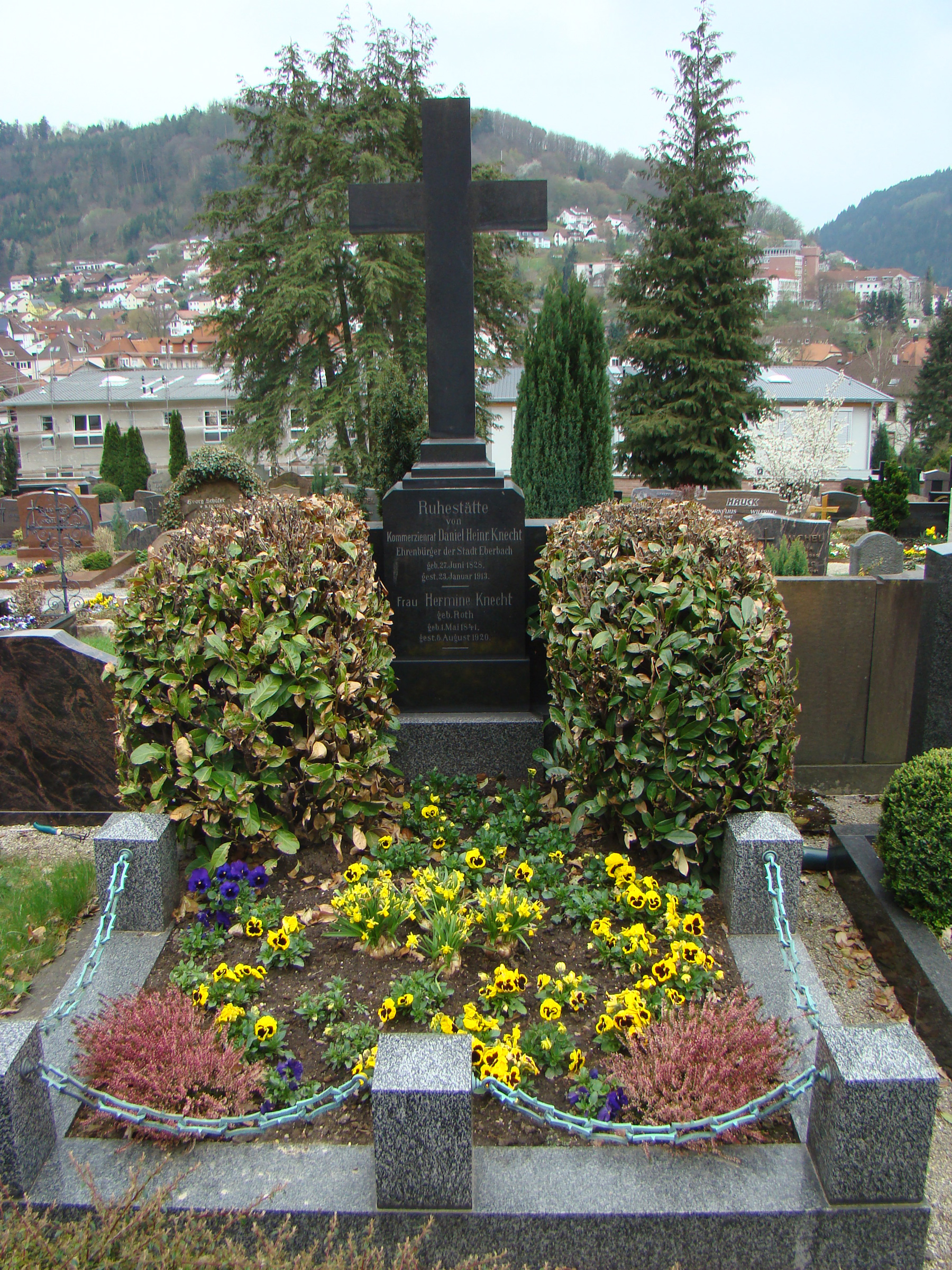
Grabmal von Daniel Heinrich Knecht in Eberbach

Daniel Heinrich Knecht (* 27. Juni 1828; † 23. Januar 1913) war ein deutscher Politiker.
Knecht war in der badischen Stadt Eberbach als Weinhändler tätig. 1868 wurde er erster Kommandant der neu gegründeten Freiwilligen Feuerwehr Eberbach. Von 1874 bis 1892 war er Bürgermeister von Eberbach. In seiner Amtszeit wurden die Sparkasse und das Gaswerk gegründet. Außerdem war er von 1887 bis 1891 Abgeordneter im badischen Landtag. Bei der Landtagswahl 1891 unterlag er mit nur einer Stimme gegen den Vertreter des Zentrums, den Bürgermeister von Buchen.
Für sein Wirken wurde Knecht zum Kommerzienrat und 1908 zum Ehrenbürger von Eberbach ernannt.
Er war verheiratet mit Hermine, geb. Roth (1841–1920).